# Ameli Koloska
Ameli Koloska (Dessau, República Federal Alemana, 28 de septiembre de 1944) fue una atleta alemana especializada en la prueba de lanzamiento de jabalina, en la que consiguió ser subcampeona europea en 1971.

## Carrera deportiva
En el Campeonato Europeo de Atletismo de 1971 ganó la medalla de plata en el lanzamiento de jabalina, con una marca de 59.40 metros, siendo superada por la polaca Daniela Jaworska que con 61.00 metros batió el récord de los campeonatos, y por delante de la también alemana Ruth Fuchs (bronce con 59.16 m).